# جزيرة بينجاليران الشرقية
جزيرة بينجاليران الشرقية وهي جزيرة من جزر إندونيسيا، وتقع في إقليم جاكارتا، في بولاو سيريبو ضمن شمال الجزر الألف.